# Nigel Mansell
Nigel Ernest James Mansell, CBE, född 8 augusti 1953 i Upton-upon-Severn, Worcestershire, är en brittisk racerförare.
Mansell blev världsmästare i formel 1 för Williams 1992 och mästare i CART för Newman/Haas 1993. 
Mansell blev för sina insatser invald i International Motorsports Hall of Fame 2005.

## Racingkarriär

### Lotus 1980-1984
Mansell inledde sin karriär i Lotus där han lyckades övertala stallchefen Colin Chapman om att ge honom chansen i Nederländernas Grand Prix 1980 när Mario Andretti var skadad. Säsongen 1981 var Mansells första som ordinarie i Lotusstallet och han lyckades ta en pallplats genom att bli trea i Belgien. Han övertygade inte mycket men fick köra även 1982 där han kom trea i Brasilien. 1983 var han alltjämt efter sin stallkamrat Elio de Angelis. Han fortsatte plocka en del pallplatser men utan att vara någon stor förare. 1984, vid 31 års ålder var han vid ett vägskäl. Om han skulle bli en stor förare var han tvungen att leverera.

### Williams 1985-1988
Det var en överraskning när Williams bestämde sig för att satsa på Mansell inför säsongen 1985. Derek Warwick hade dessförinnan tackat nej till den vakanta platsen som uppstod när Jacques Laffite gick till Ligier. Mansell hade flera tekniska problem, fast mot slutet av säsongen var han nästan oslagbar. I Europas Grand Prix kom hans första seger, följd av en ny seger i Sydafrika. Mansell blev sexa i förar-VM, men inför 1986 hade han större hopp om en framgång. Han fick en ny stallkamrat i Nelson Piquet från Brabham när Keke Rosberg gick till McLaren. Mansell och Piquet blev ganska snabbt ovänner, när de konkurrerade synnerligen tufft på banan. Mansell tog tids nog greppet om titeln och det befästes när han tog pole position i Australien. Där låg han tvåa, när däcket exploderade och Alain Prost vann titeln i sin underlägsna McLaren-bil. 1987 var ännu en märklig säsong för Mansell, som återigen vann flest lopp av alla, men på grund av många tekniska problem och en krasch på träningen i Japan innebar det att han inte kunde köra de två sista tävlingarna. Spelet var över och Piquet var mästare. Dock bjöd Mansell på ett mästerverk under Storbritannien, där han körde om Piquet efter en riskabel manöver.
Inför 1988 slog McLarens stallchef Ron Dennis till och gjorde klart med motorer från Honda. Även Lotus fick motorerna efter att Frank Williams vägrat anställa Satoru Nakajima. Williams fick dras med långsamma och opålitliga motorer från Judd. Mansell drabbades ständigt av motorhaverier fast lyckades ändå ta två andraplaceringar. Men i och med Williams misslyckande bestämde sig Mansell för att lämna stallet.

### Ferrari 1989-1990
Mansell skrev på för Ferrari inför 1989 års säsong. I den röda bilen vann han sin första tävling i Brasilien. Bilen hade växellådsproblem med John Barnards automatlåda. Men under sommaren tog Nigel flera pallplaceringar i rad, därav en överraskande seger i Ungern från tolfte startplats. Mansell blev dock sur när Alain Prost skrev på för Ferrari inför säsongen 1990. Han hade haft lätt med Gerhard Berger, dock utom mot slutet av säsongen. Men Prost skulle bli en rejäl utmaning. 1990 startade illa för Mansell, även om han snurrade runt i 300 km/h under San Marinos Grand Prix. Men i Mexiko slog han till genom att passera McLarens Berger på utsidan av Peraltada! I mitten av säsongen tog han två raka pole position, men säsongens enda seger lät vänta på sig ända till tävlingen i Portugal. Den är dock mest blev ihågkommen för att han försämrade Prosts mästerskapschanser genom att tränga fransmannen i starten. Mansell var även nära att vinna de två sista loppen för Ferrari, men så blev det inte. Han valde att sluta för att sedan ändra sig. Ferrari skrev då kontrakt med Alessandro Nannini, vars karriär avbröts efter en helikopterolycka, vilket föranledde en förarkarusell.

### Williams 1991-1992
Mansell valde nu att skriva på för sitt gamla stall Williams. De värvade även Jean Alesi från Tyrrell, men Alesi ändrade sig och skrev istället på för Ferrari och Williams valde Riccardo Patrese som andreförare. Säsongen 1991 inleddes inte bra för Mansell, bland annat kastade han bort en given seger i Kanada när han skulle vinka till publiken, men slog av motorn! Till slut vann Mansell fem lopp, men var aldrig riktigt nära Ayrton Senna och McLaren. Säsongen 1992 blev däremot en annan historia. Mansell vann de fem första tävlingarna och drog snabbt iväg mot en enkel mästerskapsseger. Titeln säkrades med fem tävlingar kvar och Nigel tog nio segrar under sitt stora år och satte även poängrekord med 108 poäng vilket var 52 poäng mer än tvåan Patrese hade. Mansell valde dock att efter säsongen lämna Williams och fortsatte sin karriär i PPG Cart Series.

### Newman-Haas 1993-1994

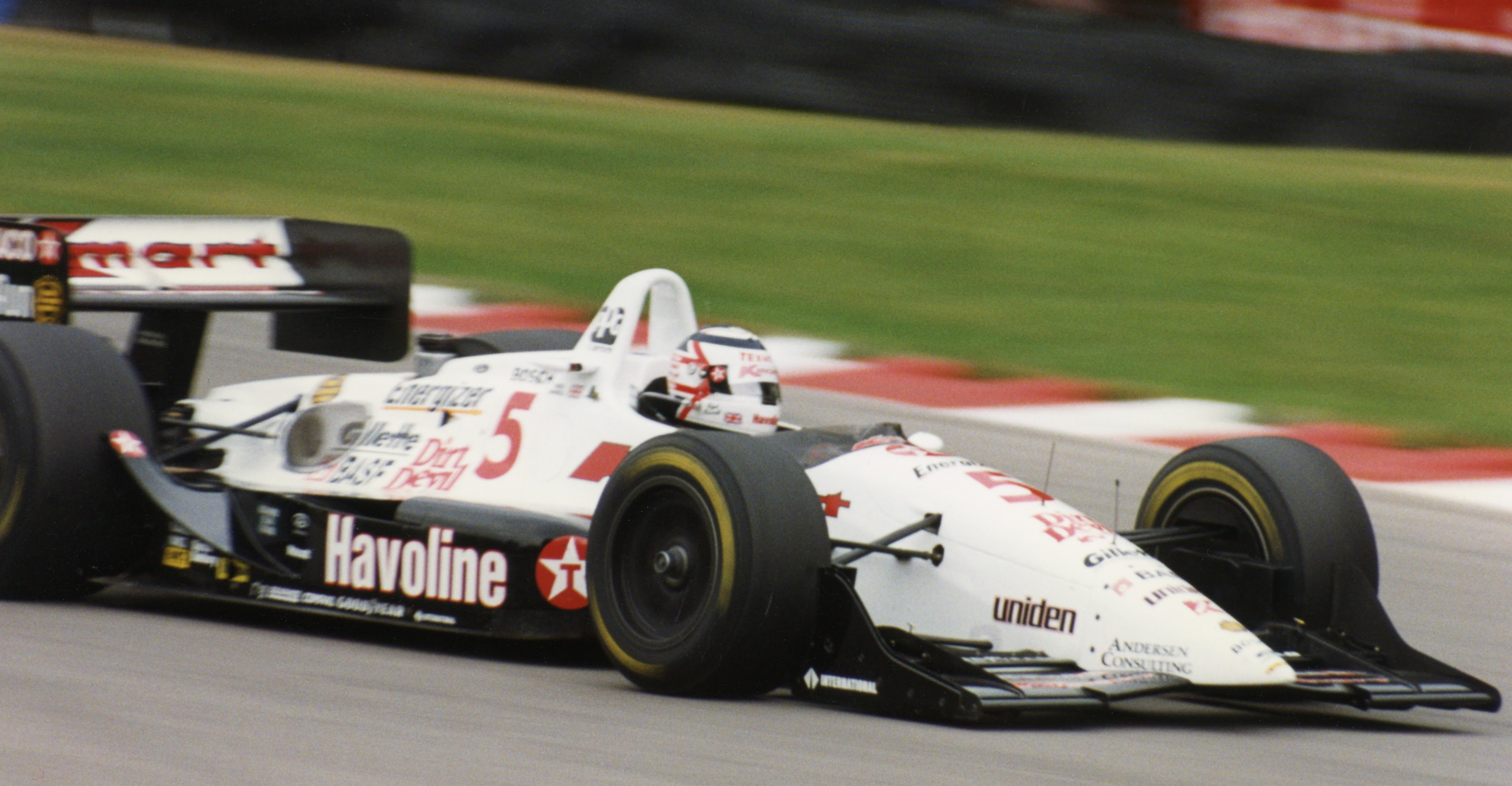
Nigel Mansell i CART IndyCar World Series 1993.

Mansell fortsatte sin karriär i IndyCar, nuvarande Champ Car, där han skrev på för Newman-Haas som ersättare för Michael Andretti som flyttade till formel 1 och McLaren. Mansell vann fem tävlingar och serien som debutant. Han säkrade titeln genom seger i Nazareth och vann efter kamp mot Emerson Fittipaldi och Paul Tracy i Penske. 1994 hade däremot en riktigt dålig säsongsinledning och Mansell lämnade IndyCar redan i början av säsongen.

### Williams 1994
Mansell ryckte in som vikarie för David Coulthard i Williams i Frankrike och sedan fick han hoppa in i de tre sista deltävlingarna för att understödja Damon Hill och då vann han sitt sista lopp, Australiens Grand Prix 1994. Loppet är dock mest ihågkommet för kollisionen mellan Hill och Michael Schumacher.

### McLaren 1995
Mansell blev överraskad när Williams valde att satsa på David Coulthard. Mansell skrev på för McLaren, men han blev besviken på bilens prestanda och slutade efter två lopp med motiveringen att han var för tjock för bilen.

## F1-karriär
| Säsong                 | Stall/Tillverkare        | Placering              | Lopp | Poäng | Etta | Tvåa | Trea | Pole | Varv |
| ---------------------- | ------------------------ | ---------------------- | ---- | ----- | ---- | ---- | ---- | ---- | ---- |
| 1980                   | Lotus-Ford               | -                      | 3    | 0     |      |      |      |      |      |
| 1981                   | Lotus-Ford               | 14                     | 14   | 8     |      |      | 1    |      |      |
| 1982                   | Lotus-Ford               | 14                     | 13   | 7     |      |      | 1    |      |      |
| 1983                   | Lotus-Ford Lotus-Renault | 13                     | 15   | 10    |      |      | 1    |      | 1    |
| 1984                   | Lotus-Renault            | 9                      | 16   | 13    |      |      | 2    | 1    |      |
| 1985                   | Williams-Honda           | 6                      | 16   | 31    | 2    | 1    |      | 1    | 1    |
| 1986                   | Williams-Honda           | 2                      | 16   | 70    | 5    | 2    | 2    | 2    | 4    |
| 1987                   | Williams-Honda           | 2                      | 15   | 61    | 6    |      | 1    | 8    | 3    |
| 1988                   | Williams-Judd            | 9                      | 14   | 12    |      | 2    |      |      | 1    |
| 1989                   | Ferrari                  | 4                      | 15   | 38    | 2    | 2    | 2    |      | 3    |
| 1990                   | Ferrari                  | 5                      | 16   | 37    | 1    | 3    | 1    | 3    | 3    |
| 1991                   | Williams-Renault         | 2                      | 16   | 72    | 5    | 4    |      | 2    | 6    |
| 1992                   | Williams-Renault         | 1                      | 16   | 108   | 9    | 3    |      | 14   | 8    |
| 1994                   | Williams-Renault         | 9                      | 4    | 13    | 1    |      |      | 1    |      |
| 1995                   | McLaren-Mercedes         | -                      | 2    | 0     |      |      |      |      |      |
| Sammanlagt 15 säsonger | Sammanlagt 15 säsonger   | Sammanlagt 15 säsonger | 191  | 480   | 31   | 17   | 11   | 32   | 30   |

| 1. Europa 1985 2. Sydafrika 1985 3. Belgien 1986 4. Kanada 1986 5. Frankrike 1986 6. Storbritannien 1986 7. Portugal 1986 8. San Marino 1987 9. Frankrike 1987 10. Storbritannien 1987 11. Österrike 1987 12. Spanien 1987 13. Mexiko 1987 14. Brasilien 1989 15. Ungern 1989 16. Portugal 1990 17. Frankrike 1991 18. Storbritannien 1991 19. Tyskland 1991 20. Italien 1991 21. Spanien 1991 22. Sydafrika 1992 23. Mexiko 1992 24. Brasilien 1992 25. Spanien 1992 26. San Marino 1992 27. Frankrike 1992 28. Storbritannien 1992 29. Tyskland 1992 30. Portugal 1992 31. Australien 1994 |

| 1. Belgien 1985 2. Spanien 1986 3. Italien 1986 4. Storbritannien 1988 5. Spanien 1988 6. Frankrike 1989 7. Storbritannien 1989 8. Mexiko 1990 9. Spanien 1990 10. Australien 1990 11. Monaco 1991 12. Mexiko 1991 13. Ungern 1991 14. Australien 1991 15. Monaco 1992 16. Ungern 1992 17. Belgien 1992 |

| 1. Belgien 1981 2. Brasilien 1982 3. Europa 1983 4. Frankrike 1984 5. Nederländerna 1984 6. Tyskland 1986 7. Ungern 1986 8. Italien 1987 9. Tyskland 1989 10. Belgien 1989 11. Kanada 1990 |

| 1. USA 1984 2. Sydafrika 1985 3. Kanada 1986 4. Australien 1986 5. Brasilien 1987 6. Belgien 1987 7. Monaco 1987 8. USA 1987 9. Frankrike 1987 10. Tyskland 1987 11. Ungern 1987 12. Mexiko 1987 13. Frankrike 1990 14. Storbritannien 1990 15. Portugal 1990 16. Storbritannien 1991 17. Tyskland 1991 18. Sydafrika 1992 19. Mexiko 1992 20. Brasilien 1992 21. Spanien 1992 22. San Marino 1992 23. Monaco 1992 24. Frankrike 1992 25. Storbritannien 1992 26. Tyskland 1992 27. Belgien 1992 28. Italien 1992 29. Portugal 1992 30. Japan 1992 31. Australien 1992 32. Australien 1994 |

| 1. Europa 1983 2. Italien 1985 3. Spanien 1986 4. Frankrike 1986 5. Storbritannien 1986 6. Portugal 1986 7. Storbritannien 1987 8. Tyskland 1987 9. Österrike 1987 10. Storbritannien 1988 11. Mexiko 1989 12. Storbritannien 1989 13. Ungern 1989 14. Frankrike 1990 15. Storbritannien 1990 16. Australien 1990 17. Brasilien 1991 18. Kanada 1991 19. Mexiko 1991 20. Frankrike 1991 21. Storbritannien 1991 22. Portugal 1991 23. Sydafrika 1992 24. Spanien 1992 25. Monaco 1992 26. Frankrike 1992 27. Storbritannien 1992 28. Ungern 1992 29. Italien 1992 30. Japan 1992 |

| 1. Kanada 1989 2. Portugal 1989 3. Portugal 1991 |

## Champ Car
| \| 1. Surfers Paradise 1993 2. West Allis 1993 3. Michigan Speedway 1993 4. New Hampshire Speedway 1993 5. Nazareth 1993 \| |
| |
| 1. Surfers Paradise 1993 2. West Allis 1993 3. Michigan Speedway 1993 4. New Hampshire Speedway 1993 5. Nazareth 1993       |

## Övrigt
Dator/TV-spelen Nigel Mansell's World Championship Racing och Newman/Haas IndyCar featuring Nigel Mansell är namngivna efter honom.